# طواف سنجكارك
طواف سنجكارك (بالإنجليزية: Tour de Singkarak)‏ هو سباق دراجات هوائية، من صنف سباق الدراجات ‏،  بدأ في 2009 م في إندونيسيا.

## تاريخ

### قائمة الفائزين
| السنة | الفائز           | الثاني            | الثالث             |
| ----- | ---------------- | ----------------- | ------------------ |
| 2009  | قادر مزباني      | Amir Zargari ‏     | كاميرون جينينغز ‏   |
| 2010  | قادر مزباني      | حسين عسكري        | Amir Zargari ‏      |
| 2011  | Amir Zargari ‏    | تشوي جي هو        | Maint Berkenbosch ‏ |
| 2012  | Óscar Pujol ‏     | جاي كروفورد       | تشون كاي فنغ       |
| 2013  | قادر مزباني      | Johan Coenen ‏     | Amir Kolahdouz ‏    |
| 2014  | Amir Zargari ‏    | Rahim Emami ‏      | Ramin Mehrabani ‏   |
| 2015  | أرفين معظمي      | Amir Zargari ‏     | حسين عسكري         |
| 2016  | Amir Kolahdouz ‏  | Dadi Suryadi ‏     | ريكاردو غارسيا     |
| 2017  | Khalil Khorshid ‏ | دانيال وايتهاوس   | جوناثان مونسالف    |
| 2018  | Jesse Ewart ‏     | نيكوديموس هولر    | Ariya Phounsavath ‏ |
| 2019  | Jesse Ewart ‏     | كريستيان رايليانو | صمد بورسيدي        |

## وصلات خارجية
- الموقع الرسمي
- لمحة عن سباق طواف سنجكارك على موقع  ProCyclingStats   (برو  سايكلنج  ستاتس) - إحصاءات  محترفي  الدراجات.

- طواف سنجكارك على موقع إحصائيات الدراجات الإحترافية (الإنجليزية)